# Ретень-Васілеуць
Ретень-Васілеуць (рум. Reteni-Vasileuți) — село в Ришканському районі Молдови. Входить до складу комуни, адміністративним центром якої є село Браніште.